# مرئی و فروسرخ نزدیک

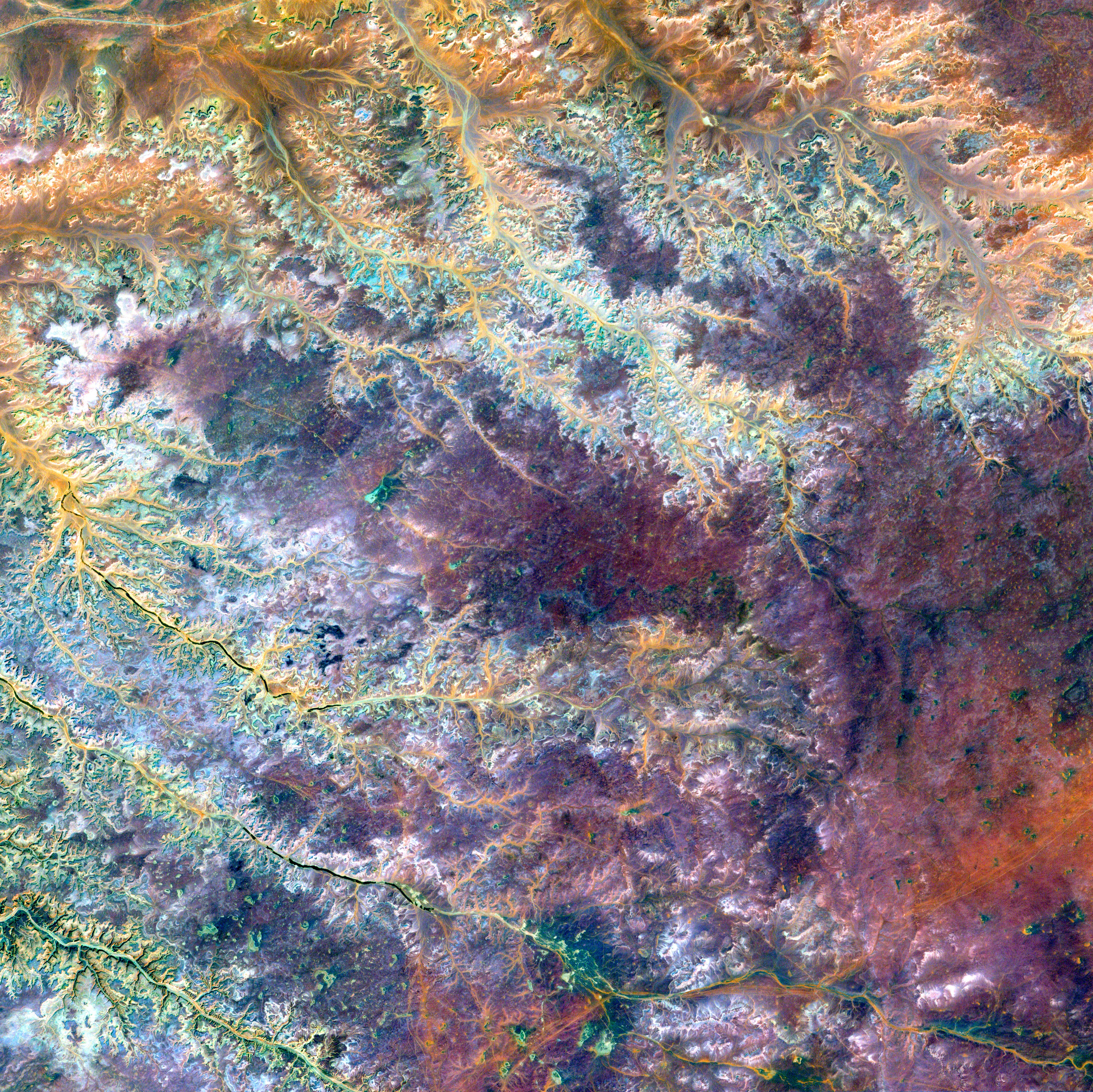
یک تصویر VNIR از رود قدمیس در لیبی. این یک تصویر با ترکیب رنگ کاذب است که با استفاده از طول موج‌های فروسرخ نزدیک، سبز و آبی ساخته شده است.

طیف مرئی و فروسرخ نزدیک (انگلیسی: visible and near-infrared) که به اختصار VNIR نامیده می‌شود، بخشی از طیف الکترومغناطیسی با طول موج بین ۴۰۰ تا ۱۱۰۰ نانومتر (nm) است. VNIR همه طیف مرئی و بخش مجاور آن از طیف فروسرخ تا محدوده باند جذب الکترومغناطیسی آب بین طول موج‌های ۱۴۰۰ و ۱۵۰۰ نانومتر را در بر می‌گیرد. در برخی تعریف‌ها، طیف مرئی و فروسرخ نزدیک، باند طول موج کوتاه فروسرخ از ۱۴۰۰ نانومتر تا باند جذب آب در ۲۵۰۰ نانومتر را نیز شامل می‌شود. دوربین‌های تصویربرداری چندطیفی VNIR کاربردهای گسترده‌ای در سنجش از دور و تصویربرداری طیفی دارند. ماهواره تصویربرداری ابرطیفی دارای دو بار مفید بود که یکی از آنها روی محدوده طیفی مرئی و فروسرخ نزدیک کار می‌کرد.